# Мессьє 29
Мессьє 29 (також відоме як М29 та NGC 6913, розм. «Холодильник») є розсіяним скупченням в сузір'ї Лебедя.

## Історія відкриття
Скупчення було відкрито Шарлем Мессьє 29 липня 1764.

## Спостереження

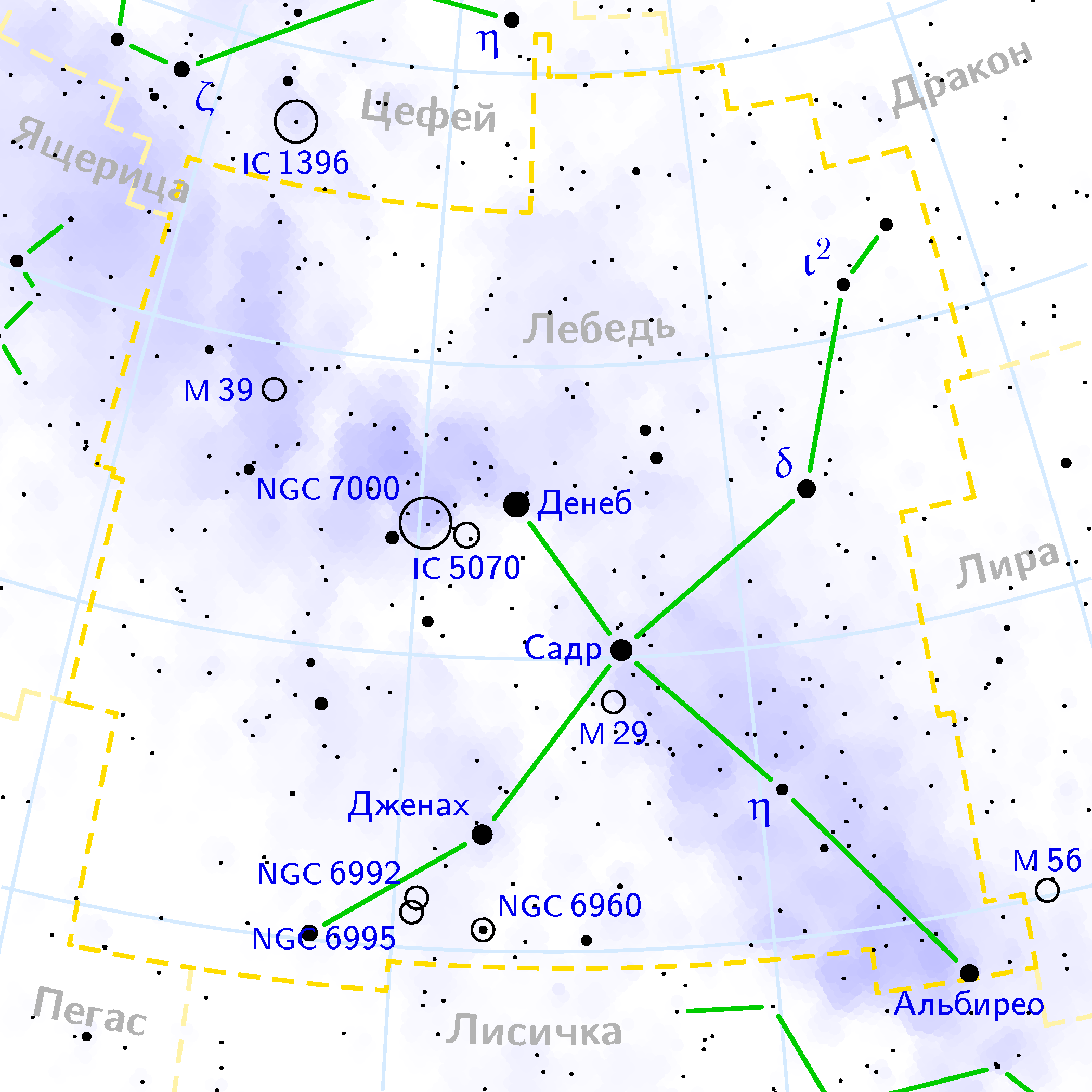
Розсіяне скупчення M29 в сузір'ї Лебедя

Це дуже скромне розсіяне скупчення легко знаходиться вже в бінокль приблизно на півтора градуса південніше (нижче) центральної зірки хреста Лебедя γ Cyg. Скупчення видно як 7 однаково яскравих зірок вибудуваних характерною прямокутною фігурою «Холодильника». У телескоп апертурою 150—200 видно безліч тьмяніших зірок, але їх майже неможливо якось виділити на тлі зірок Чумацького Шляху.

### Сусіди по небу з каталогу Мессьє
- M56 — (далеко на південний захід) кулясте скупчення в Лірі;
- M57 — (на захід) знаменита планетарна туманність «Кільце» в Лірі;
- M39 — (на північний схід, по інший бік від Денеба, α Cyg) велике і яскраве скупчення;
- M27 — (на південь) яскрава і велика планетарна туманність «Гантель»

Багато ближче до М29 розташовуються чудові туманності які не потрапили в каталог Мессьє: «Північна Америка» на південний схід від Денеба, «Вуаль» під південним крилом Лебедя у 52 Cyg, «Півмісяць» в 2 градусах на схід М29. Правда для всіх їх навіть на хорошому небі потрібно який-небудь «діпскай»-фільтр (UHC, O  III ).

### Послідовність спостереження в «Марафоні Мессьє»
… М56 → М4 →М29 → М14 → М9 …

## Навігатори
Координати:  20г 23м 56с, +38° 31.4′ 00″